# Ashchyköl Oyysy
Ashchyköl Oyysy är en sänka i Kazakstan.   Den ligger i oblystet Qyzylorda, i den centrala delen av landet, 700 km söder om huvudstaden Astana.